# Leucochimona philemon
Leucochimona philemon är en fjärilsart som beskrevs av Pieter Cramer 1775. Leucochimona philemon ingår i släktet Leucochimona och familjen Riodinidae. Inga underarter finns listade i Catalogue of Life.